# Det brinner! (TV-serie)
Det brinner! är en svensk miniserie från 2002, som är baserad på Laura Trenters roman med samma namn. I filmen medverkade bland andra: Sofie Hamilton, Loa Falkman, Cecilia Frode, Göran Ragnerstam och Magnus Krepper. 
Serien visades i SVT under 2002 och släpptes som film på DVD 2004.

## Handling
Frida är bästa kompis med Christoffer, vars pappa är polis. Hon bor med sina föräldrar och sin syster i ett rött hus. En dag flyttar en ny tjej till staden, Isabell. Frida och Isabell blir kompisar, och Isabell vill att de tjuvröker för att fira att de blivit bästisar. Frida går med på det men det går snett. Ödetorpet brinner, och Frida och Isabell tror att allt är deras fel. De lovar att inte berätta för någon, men så hittar polisen benrester som verkar tillhöra den lokale byfånen Tok-Reine i ödetorpet.

## Rollista
- Sofie Hamilton – Frida
- Anastasios Soulis – Christoffer
- Sally Frejrud Carlsson – Isabell
- Lena B Eriksson – Fridas mamma
- Örjan Landström – Fridas pappa
- Emilia Widstrand – Fanny
- Göran Ragnerstam – Christoffers pappa (polis)
- Cecilia Frode – Isabells mamma
- Magnus Krepper – Lasse "Gorillan"
- Henrik Norlén  – Tok-Reine
- Loa Falkman – Nicke Hall
- Annika Hallin – Karin (polis)
- Ted Åström – lärare
- Sanna Mari Patjas – sjuksköterska
- Thomas Roos – läkare
- Richard Forsgren – brandtekniker
- Tin Carlsson – Christoffers kompis
- Daniel Ghattas – Christoffers kompis